# Уро (село)
Уро (рос. Уро) — село Баргузинського району, Бурятії Росії. Входить до складу Сільського поселення Уринське.
Населення — 1160 осіб (2015 рік).